# HMAS Winnie
HMAS „Winnie” – okręt pomocniczy należący do Royal Australian Navy i Australian Army w okresie II wojny światowej.

## Historia
Lugier „Winnie” został zarekwirowany przez RAN 18 lutego 1942. Okręt mierzył 17,6 metrów długości i 4,3 metry szerokości, jego napęd stanowił 22-konny silnik.
Według jednego źródła okręt służył jako stawiacz sieci, według innego już 30 czerwca 1942 został przekazany do Armii, gdzie służył zapewne jako okręt zaopatrzeniowy.
Po zakończeniu wojny został wycofany ze służby i sprzedany 26 stycznia 1946.